# Morion aridus
Morion aridus är en skalbaggsart som beskrevs av Allen. Morion aridus ingår i släktet Morion och familjen jordlöpare. Inga underarter finns listade i Catalogue of Life.